# Estée Lauder
Estée Lauder (Corona, Queens, New York, 1906. július 1. – Manhattan, 2004. április 24.) amerikai üzletasszony, férjével Joseph Lauderrel hozták létre közösen az Estée Lauder Companiest.

## Élete
Josephine Esther Mentzerként született Coronában Rose Schatz és Max Mentzer második gyermekeként. Édesanyja 1897-ben emigrált Magyarországról az Egyesült Államokba öt gyermekével együtt, hogy csatlakozzon az USA-ban élő férjéhez, Samuel Rosenthalhoz. Első férjétől elvált, majd 1905. május 22-én Manhattenben feleségül ment Max Mentzerhez – Estée apjához – aki az 1890-es években vándorolt ki az Egyesült Államokba, s előbb szabóként, majd vaskereskedőként dolgozott. Estée szülei magyar és cseh zsidó bevándorlók voltak; anyai nagyszülei, Groszhandler Betti és Schatz Izrael Sátoraljaújhelyen éltek.
Megszületésekor az Eszti nevet akarták neki adni, édesanyja kedvenc magyar nagynénje után, de az utolsó pillanatban úgy döntöttek, hogy megtartják a „Josephine” utónevet is, amit szintén fontolgattak. A gyermek beceneve „Estee” lett, s ez lett az a név, amelyet felnőttkorában is használt. Amikor férjével elindította parfümbirodalmát, ékezetet rakott nevére, hogy a neve franciásan nézzen ki, de a magyar Eszti névként ejtette.
1985-ben kiadott életrajzi könyvében (Estée, A Success Story) Estée így emlékezett vissza édesanyjára: „igazi magyar szépség, anyja egy francia katolikus, apja pedig egy magyar zsidó volt”. „Egy elegáns, jól öltözött monarchista Európából, aki miután új országba költözött, továbbra is kesztyűben, sétapálcával járkált vasárnaponként” – olvasható Estée édesapjáról a biográfiában. A New York Times-ban megjelent nekrológjában azonban azt írják, hogy "New York-i volt és egyáltalán nem arisztokrata”.
Bízott John Schotz nevű bácsikájában, aki magyar vegyész volt, és kifejlesztett egy bőrápoló krémet. „Néztem, ahogy létrehozott valamit egy titkos receptből, egy varázslatos krém színű anyagot, amellyel fiolákat töltött meg… ez egy bársonyos krém volt, amely varázslatosan illatossá tett téged. Talán dicsőítem a memóriámat, de azt hiszem John bácsiban felismertem az én igaz utamat.” A következő húsz évben azon dolgozott, hogy tökéletesítse nagybátyja krémét.

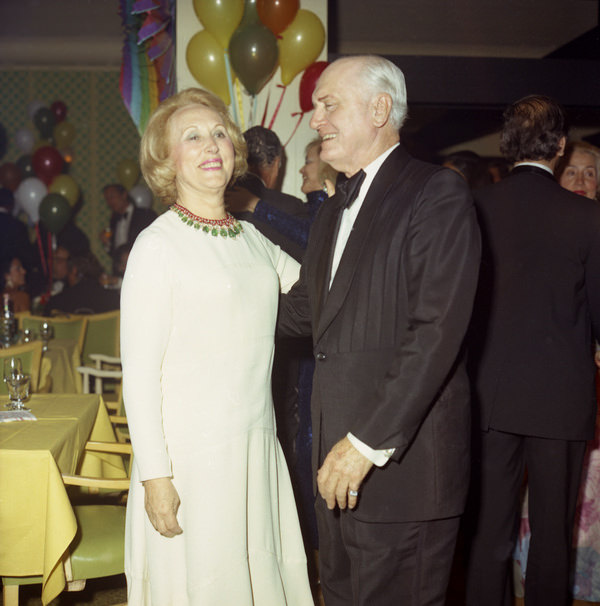
Lauder Algur H. Meadows olajmágnással 1972-ben.

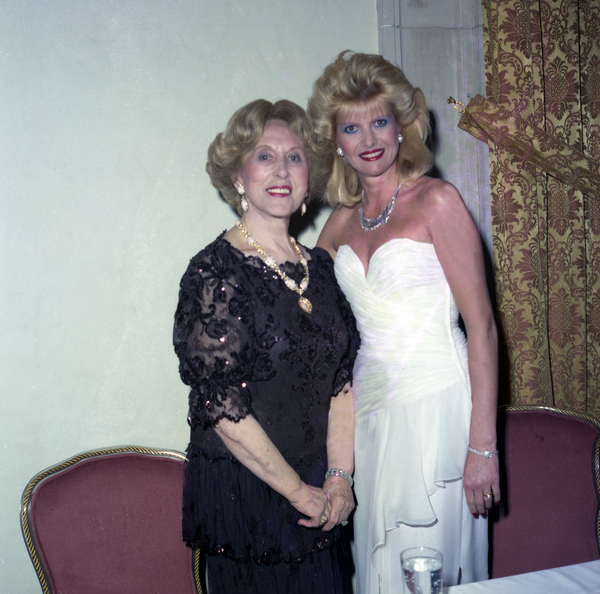
Estée Ivana Trumppal 1986-ban.

A húszas évei elején ismerkedett meg Joseph Lauterrel, akivel 1930-ban összeházasodott. Családnevüket később Lauderre változtatták. Két fiuk született: Leonard Lauder (1933) és Ronald Lauder (1944). Ronald többek között arról ismert, hogy az ő alapítványa hozta létre Bécsben, Prágában, Pozsonyban és Budapesten a Lauder Javne zsidó iskolákat. 1939-ben elvált Joseph-től, majd 1942-ben újra összeházasodott vele. A férj 1982-ben bekövetkezett haláláig házasok maradtak, és később úgy nyilatkozott, hogy megbánta a válást, és rájött, hogy neki van a „legédesebb férje a világon”. Azért tanult, hogy házassága, és Ronald születése után színésznő lehessen, de hamarosan rájött, hogy marketinges ösztönei jobbak voltak, mint a színésziek.
1947-ben megalapította az Estée Lauder Inc. nevű családi vállalkozásukat. A fordulópont az új fürdőolaj, a Youth Dew létrehozásával következett be. Már fiatal anyaként elmerült a kozmetikai bizniszben, az első termékeit a The House of Ash Blondes Beauty Salonban (Manhattan, Upper West Side) kezdte árulni.
Ő maga 97 évesen halt meg Manhattanben.
Ő volt az egyetlen nő a Time magazin 1998-as listáján, amelyen a XX. század húsz legbefolyásosabb üzletemberének a neve szerepelt. Halálakor vállalatát 10 milliárd dollárra becsülték.